# 北魏与柔然的战争
北魏与柔然的战争，是统治中国北方的拓跋魏（包括北魏及分裂後的东魏、西魏）与漠北柔然汗国（今蒙古高原大碛以北地区）的战争。花木兰的传说与此有关。

## 时间表
拓跋珪登上魏王之位后，高车部落大多臣服，只有柔然部落不接受北魏的驱使。391年十月，拓跋珪带兵攻打柔然部落，柔然部落逃走。拓跋珪追击六百里，追到大碛南床山（今内蒙古席勒山）下时，追上击败柔然逃兵，俘虏半数。郁久闾匹候跋收拾残兵逃走。拓跋珪又派长孙嵩、长孙肥继续追击。长孙嵩赶到平望川，追上并斩杀了柔然首领屋击。长孙肥追至涿邪山（今阿尔泰山东脉），郁久闾匹候跋率领余众投降，郁久闾纥提的儿子郁久闾曷多汗、侄儿郁久闾社仑、郁久闾斛律等亲属几百人被北魏抓获。郁久闾纥提打算投奔刘卫辰，被追上后，表示降魏。拓跋珪把柔然部民迁移云中郡。
398年二月，柔然部落几次侵犯北魏边境，北魏尚书中兵郎李先带兵回击，将柔然部落打得大败，然后回师。402年，柔然可汗郁久闾社仑与后秦睦交，派将带兵去救助黜弗、素古延部落。正月二十二日，北魏和突击败郁久闾社仑。郁久闾社仑率部远逃大漠以北，自称柔然可汗，柔然建国。十二月，社仑听说拓跋珪出兵去征伐后秦，于是从参合陂出发向南进发，侵入北魏，兵到豺山（今内蒙古大青山），到达善无北面的草泽，才撤兵回北方，北魏常山王拓跋遵派一万骑兵追击，没有追上。
406年四月，社仑再次侵犯北魏边境。409年十二月，柔然侵魏。410年正月，北魏长孙嵩领兵讨伐柔然。至大漠以北而返，柔然军在牛川（今呼和浩特西南土默川）包围长孙嵩。五月二十一日，魏明元帝拓跋嗣向北进攻柔然。社仑逃走，死在路上。
414年十二月初一，柔然可汗郁久闾大檀进犯北魏。十二月十一日，魏明元帝进军迎击。大檀逃走，拓跋嗣派奚斤等人追击，路遇大雪，士卒冻死和冻掉手指的，十有二三。423年柔然南侵北魏边境。二月初一，北魏从赤城往西到五原兴筑长城，连绵二千余里，在要塞配备戍卒，以抵御柔然。
424年八月，大檀闻知魏明元帝去世，率骑兵六万人攻入云中，杀掠吏民，攻陷盛乐宫。魏太武帝拓跋焘亲自领轻骑兵讨伐，三天两夜，抵达云中。大檀率柔然骑兵将太武帝的轻骑包围五十余重，紧逼太武帝的马首，如同铁墙。太武帝保持镇静，安定军心。大檀命侄儿郁久闾于陟斤为大将。北魏用箭射杀了于陟斤；大檀率柔然大军逃走。十二月，太武帝派安集将军长孙翰、安北将军尉眷，北攻柔然。拓跋焘亲自率兵，驻在柞山（今内蒙古土默特左旗北）。柔然军闻讯北逃，北魏大军追击，大获全胜。
425年十月二十一日，太武帝讨伐柔然，五路并进。司徒长孙翰等从东路出黑漠；廷尉卿长孙道生等出兵白漠、黑漠之间；拓跋焘率军从中道直入；东平公娥清出栗园；奚斤等从西道出兵尔寒山。魏军到达漠南，改作轻骑兵，每人带十五天口粮，深入大漠。柔然全部向北逃窜。427年七月初七，太武帝抵达柞岭。柔然正进犯云中，听说魏军已攻克夏国都城统万（今陕西省靖边县东北白城子），撤退北逃。
428年，大檀派其子率领骑兵万余进犯北魏边境。太武帝从广宁返回首都平城（今山西省大同市东北），率兵追击柔然军，没有追上。九月，太武帝回宫。太武帝为摆脱北面柔然与南朝刘宋腹背受敌的威胁，在大败赫连昌、攻克统万后，决定集中力量打击柔然。429年四月，魏太武帝召集群臣商议进攻柔然，保太后及公卿大臣担心宋军乘机北进，于是劝阻。太常崔浩认为刘宋听说魏军攻克统万，不敢出兵。如果今年夏天不能进灭柔然，至秋天又难以安卧，应该攻其不备，一举灭之。太武帝同意崔浩。命太尉长孙嵩、卫尉楼伏连留守京师平城，司徒长孙翰领兵由西道向大娥山，自率军由东道抵达黑山（今内蒙古巴林右旗北罕山），会攻柔然可汗庭（今蒙古国哈尔和林西北）。五月，魏太武帝领军进至漠南，舍弃辎重，改作轻骑，以备用马匹奔袭，至栗水（今蒙古国翁金河）。大檀无备，听说魏军袭来，烧毁庐舍，向西逃走。其弟匹黎先管理东部，听说魏军抵达，率部救援途中，被长孙翰击败，首领数百人被杀。六月，魏太武帝沿栗水西进，至园水（今蒙古国图普河），东西五千里，南北三千里，俘虏斩获甚众。原属于柔然的高车诸部归附北魏，抄掠柔然。柔然所属部落三十余万前后降魏，魏军缴获大批战马、车辆、兵器等物资。魏太武帝沿弱水（今额济纳河）西行至涿邪山。七月，率军东还，至黑山（今呼和浩特东南杀虎山），以所获赏赐将士。大檀惨败，激愤而亡。其子吴提继位，号敕连可汗。八月，太武帝至漠南，听说东部高车屯居在已尼陂（今贝加尔湖东南），于是派左仆射安原等率领万骑攻打，获马牛羊百余万，高车各部数十万落降魏。十月，太武帝回到平城，迁柔然、高车降民至漠南，东到濡源（今河北省丰宁县西北），西达阴山（今内蒙古西南部），使他们耕牧，收其贡赋。派平阳王长孙翰，尚书令刘潔、左仆射安原及侍中古弼共同镇抚。
434年，太武帝把西海公主嫁给了柔然可汗吴提，又娶吴提的妹妹为夫人。436年十一月，柔然与北魏断绝了和亲关系，开始骚扰北魏的边境。438年五月二十七日，太武帝前往五原。七月，拓跋焘从五原北攻，讨伐柔然。太武帝令乐平王拓跋丕率十五将从东路出兵；永昌王拓跋健率十五将从西路出兵；拓跋焘则亲率军从中路进攻。大军开到浚稽山，分中路军为两部：陈留王拓跋崇率军从大泽直指涿邪山，太武帝率军从浚稽向北至天山。西登白阜山，未发现柔然军，班师回国。漠北旱灾，没有水草，北魏军中人马死亡很多。439年九月，吴提听说太武帝西征姑臧，于是大举入侵。当时，吴提留兄乞列归与北魏长乐王嵇敬、建宁王拓跋崇在北镇对持。吴提率兵深入北魏腹地，直抵善无七介山（今山西省朔州西北）。平城大惊，百姓逃入内城。穆寿派司空长孙道生、征北大将军张黎在吐颓山阻击柔然。嵇敬和拓跋崇在阴山北击败乞列归，生擒乞列归及其伯父他吾无鹿胡，及柔然将领五百人，斩杀万余士卒。吴提率部逃走。魏军追到漠南。
443年九月，太武帝前往漠南。九月初六，魏军轻骑袭击柔然。分兵四路：乐安王拓跋范、拓跋崇各率十五将从东路进军，拓跋丕率十五将从西路进军，太武帝从中路进军，中山王拓跋辰率十五将作为后援。太武帝在鹿浑谷遇敕连可汗吴提。太子拓跋晃建议立刻进攻。太武帝将信将疑，没有马上攻打。柔然趁机逃走，太武帝追到石水，没有追上而返回。镇北将军封沓逃走归降柔然，劝柔然攻打司马楚之，以断北魏之粮。司马楚之命砍伐柳树造城，水浇在上面结冰。城堡地面冰坚而滑，柔然无法攻城，于是撤走。448年，拓跋晃到行宫朝见太武帝，随父征伐柔然，进到受降城，不见柔然兵，囤粮城内，设戍军返回。449年正月初七，太武帝再伐柔然。高凉王拓跋那由东路进军，略阳王拓跋羯儿由西路进军，太武帝、拓跋晃则率军穿过涿邪山，行军几千里。处罗可汗吐贺真逃走。九月，太武帝讨伐柔然，拓跋那从东路进军，拓跋羯儿从中路进军。吐贺真集中精锐，包围拓跋那之军几十层，拓跋那挖沟守阵。吐贺真几次都被拓跋那打败。吐贺真怀疑援军将要来到，撤围连夜离开。拓跋那追击九天。吐贺真丢下辎重，穿过穹隆岭（今蒙古国西车车尔勒格西南，为杭爱山东南脉）远逃。拓跋那缴获了吐贺真的辎重，率军返回，同太武帝在广泽会合。拓跋羯儿俘虏柔然百姓和牲畜一百多万。柔然国力衰败，十二月十七日，太武帝回到平城。
458年，魏文成帝亲率十万骑兵、战车十五万，进攻柔然。穿过大漠，旌旗绵延千里。柔然处罗可汗吐贺真远逃。其支派乌朱驾颓等人率数千落向北魏投降。魏文成帝在柔然刻石记功，然后班师。
464年，吐贺真去世，其子予成继立，号为受罗部真可汗。改元永康。予成南下侵魏。七月初四，北魏北方镇守的流动军队击败予成。470年，予成侵略北魏，魏献文帝接受给事中张白泽的建议下亲自反击柔然，命京兆王拓跋子推率军西路进击，任城王拓跋云率军东路进击，汝阴王拓跋天赐率军为先锋，陇西王源贺率军为后继，镇西将军吕罗汉等留守朝廷。各将与献文帝在女水河畔会合，迎战柔然军，柔然大败。魏军追击，杀五万，降一万多人，缴获战马、武器无数。魏军十九天往返六千多里。女水改名为武川。司徒东安王刘尼因酒醉军乱，被罢官。九月十一日，返回平城。
472年二月，柔然南侵北魏。北魏太上皇（献文帝）派将迎战，柔然军撤退。东部敕勒叛魏，投奔柔然，献文帝率军追击，追到石碛回师。七月，柔然酋长无卢真率骑兵三万，攻北魏敦煌，镇将尉多侯击退柔然军。无卢真又侵晋昌，晋昌守将薛奴击退他。十月，柔然侵略北魏，逼近五原。十一月，献文帝亲征，准备渡大漠，柔然军北逃数千里，献文帝班师。473年十二月初十，柔然南侵北魏，柔玄镇属下二敕勒部落，起兵响应。474年七月二十四日，柔然攻击北魏敦煌，被敦煌的尉多侯击败。尚书奏称放弃敦煌。给事中韩秀反对，放弃敦煌的计划才停止。
齐高帝萧道成派骁骑将军王洪范出使柔然，约定与柔然共同进攻北魏。王洪范从蜀中出发，经吐谷浑、西域，到达柔然。479年，柔然十多万骑兵侵魏，直抵塞上，才撤军而回。485年十二月，柔然进犯北魏边塞，北魏任城王拓跋澄率将抗击，柔然军远逃。486年正月二十日，柔然犯魏边。十二月，柔然再犯魏边。487年，柔然可汗豆仑凶狠残暴，他的大臣侯医、石洛侯多次劝谏，被豆仑诛杀全族，于是部众离心离德。八月，柔然犯魏边，魏孝文帝命尚书陆睿为都督，迎击柔然军，北魏获全胜。
492年八月十一日，北魏任命怀朔镇将、阳平王元颐以及镇北大将军陆睿，同时担任都督，督统十二将，十万步骑兵，分兵三路，袭击柔然。中路大军进攻黑山，东路大军直接进攻士卢河，西路大军奔向侯延河。魏军渡过大漠，大败柔然军返回。
501年七月十三日，柔然犯魏边。504年九月，柔然入侵北魏的沃野镇和怀朔镇，魏宣武帝令车骑大将军源怀出征北方。源怀到云中，柔然远遁。源怀准备从东到西共修建九座城池，宣武帝同意了这一建议。
521年，怀朔镇将杨钧率兵一万五千多，送柔然可汗阿那瓌回国。柔然人推举婆罗门做了弥偶可社句可汗。二月，北魏派牒云具仁前去晓谕婆罗门，让他迎接阿那瓌回国。北魏的牒云具仁来到柔然国，婆罗门派丘升头等人率二千人去迎接阿那瓌。九月，阿那瓌的哥哥俟匿伐来到怀朔镇请求救兵，并且迎接阿那瓌。522年，婆罗门率部反魏，北魏派平西府长史费穆兼任尚书右丞西北道行台，率兵讨伐婆罗门。婆罗门被梁州军队抓获，送到了洛阳。523年四月，北魏元孚持白虎幡在柔玄镇、怀荒镇二镇之间慰问阿那瓌。阿那瓌手下共有三十万人马，暗怀反意，扣留了元孚。阿那瓌率兵南进，一路横加掠劫，到了平城，才允许元孚回去。北魏派尚书令李崇、左仆射元纂统骑兵十万攻柔然。阿那瓌劫掠二千百姓而北走，李崇追赶了三千多里，没追上而撤回。元纂派遣铠曹参军于谨率领二千骑兵战胜柔然。
535年，柔然多次侵扰西魏，西魏派中书舍人厍狄峙带着使命到达柔然，与阿那瓌和亲，从此柔然不再入侵西魏。537年九月，柔然人替西魏入侵东魏的三堆，东魏丞相高欢发起攻击，柔然撤退。540年，西魏丞相宇文泰召大军驻守沙苑，防备柔然。柔然到达夏州之后开始后退。554年四月，柔然乙旃达官进犯西魏广武，柱国李弼派兵将其击败。